# Wilhelm Glacier
Wilhelm Glacier är en glaciär i Antarktis. Den ligger i Östantarktis. Nya Zeeland gör anspråk på området. Wilhelm Glacier ligger 1 466 meter över havet.
Terrängen runt Wilhelm Glacier är kuperad åt nordväst, men åt sydost är den bergig. Trakten är obefolkad. Det finns inga samhällen i närheten. 